# スポールブール

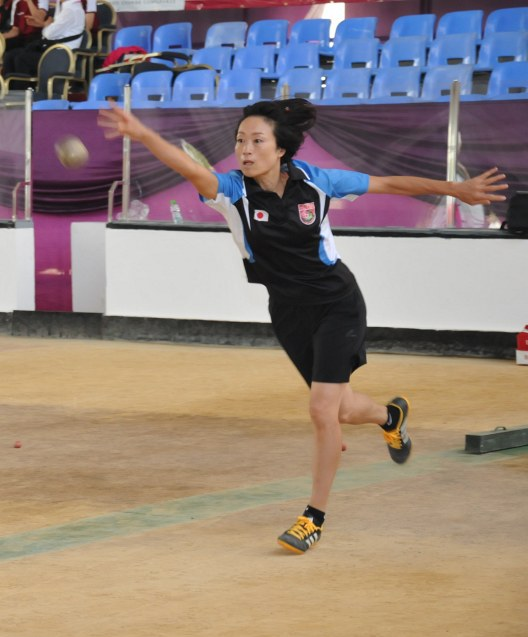
ティールの様子

スポールブール (Sport-Boules) は、ヨーロッパ、特にフランスやイタリアで盛んな球技である。ブール・リヨネーズ (Boule Lyonnaise) とも呼ばれる。「スポール」とはスポーツの意味、「ブール」はボールの意味で、いずれもフランス語。

## 概要
全長27.5mのコート内で、小さい目標球（ビュット）に向かって金属製のボール（ブール）を転がし、自分のボールを相手よりもビュットに近づけたり、自分のボールを投げてほぼノーバウンドで相手のボールに当てて弾き飛ばし、相手ボールの方をビュットから遠ざけることで得点を競うのが原型である。またこれから派生し、ボールを投げてほぼノーバウンドで標的球に当てることを競う種目もある。
似たスポーツにペタンクがあるが、これはスポールブールやプロヴァンサルゲームをベースに1907年にフランスで考案されたスポーツである。
スポールブールの国際組織としては、1946年に設立された国際スポールブール連盟 (Fédération Internationale de Boules) があり、現在は世界67か国・地域が加盟している。日本は1983年から加盟している。
また、スポールブールやペタンクなどは「ブールスポーツ」と総称され、この国際競技連盟で、国際スポールブール連盟の上部組織でもある世界ブールスポーツ連合 (Confédération Mondiale des Sports de Boules) は国際オリンピック委員会 (IOC) 加盟団体である。スポールブールはオリンピック種目への格上げの動きがされている。オリンピックの補完的な競技大会であるワールドゲームズの種目となっている。日本の国内競技連盟は日本ペタンク・ブール連盟。
スポールブールは、フランス政府により2012年に、フランス無形文化遺産に指定された。

## 歴史
ボールを目標球に近づけること自体は、原始的な発想であり、古代エジプトや古代ギリシャの文献によりスポールブールの原型は約5,000年前まで遡ると考えられており、それゆえ世界で最も古い球技の一つという説がある。当時は石を研磨したボールが用いられていた。古代ギリシャではスファエラ（球形の意味）と呼ばれる球技が行われていたことが文献で示されている。古代ローマでもカラカラ寺院等には、今のスポールブールと同じようにボールを投げている人や、得点を測定している人のフレスコ画が残っている。中世においてもラブレーやディドロ、スペインの画家ゴヤなどもスポールブールで楽しんでいたとの記録があり、中世のフランスでは、この球技の人気があまりに高まりすぎたため、14世紀に国王シャルル5世がブール禁止令を出したほどであった。
近代に入り、スポールブールが徐々にスポーツとして扱われ始め、1850年にはスポールブールの初めてのクラブ組織として「le Clos Jouve」がフランスで設立された。ルールが統一化された競技として組織化された後での最初の大会は、1894年6月3日から5日にかけて1,200人が参加してフランス・リヨンで行われた大会である。20世紀に入り、フランス各地でスポールブールのクラブ組織が設立され、1922年にはそれら地方クラブ組織の統括団体として「Union Nationale des Fédérations boulistes (UNFB) 」が設立された。1933年には、フランスのスポールブール全国統括連盟として "Fédération nationale des boules (FNB) "設立に発展した。1946年には、国際スポールブール連盟 (Fédération Internationale de Boules) が設立された。

## コート
コートは長さ27.5m、幅2.5m～4mと規定されている。なるべく平坦な地面である必要がある。ヨーロッパ大陸や南米各国、中国等には屋内の専用コートがあり、特にフランス国内には410か所の屋内専用コートがあり、コンクリートの上に砂を撒いたコートが完備されている。コートラインの各名称は以下の通り。
フットライン (Ligne pied de jeu)
コートの全長27.5mの端から7.5mのところに引かれる。このラインの手前から投球を行う。
ファーストライン (1ère ligne)
フットラインから12.5mのところに引かれる。
セカンドライン (2ème ligne)
ファーストラインから5.0m（女子は3.5m）のところに引かれる。ファーストラインとセカンドラインの間に最初にビュット（目標球）が置かれる。
サードライン (3ème ligne)
セカンドラインから2.0m（女子は1.5m）のところに引かれる。このサードラインを越えたボールはアウトになる。
エンドライン (Ligne extrême)
サードラインから0.5m（女子は2.5m）のところに引かれる。このエンドラインが27.5mコートの端になる。
サイドライン (Ligne latérale)
幅2.5m～4mのコートの左右に引かれる。このサイドラインを出たボールはアウトになる。
これらのコート様式や用具、競技の進め方は、全57条の項目からなるスポールブール国際競技規則（国際スポールブール連盟が制定）にて規定されている。

## 用具
用具は以下の通り。
ボール (Boule)
直径90～110mm（女子は88～110mm）、重さ900～1200g（女子は800～1200g）。材質は真鍮製。
ビュット (But)
直径35～37mm、重さ23～27g。材質は木製。
バゲット (Baguette)
長さ50cm、太さ4mmから6mmの棒状のメジャー。長細いフランスパンに形や大きさが似ていることからこの名前がつけられた。ボールやコートの距離を測定したり、マーキング（ボールの位置を印しておく）したりする際に用いる。
マット (Tapis)
ティール競技で使用される。プログレッシブ用と、プレシジョン用とで異なる。
ボールスタンド (Porte-boule)
ティール競技で、ボールを置く台。

## ゲームの形式
ゲームは、ビュット（目標球）に向けてボールを転がして近づける「ポワンテ」と、ターゲットボールに向かって自分のボールを投げ、ほぼノーバウンドで当てて弾き飛ばす「ティール」の組み合わせで進められる。
以下の6種類の種目がスポールブールでは一般的である。
シングルス (Simple)
1人対1人で各自4球のボールを投げて進めるトラディショナル競技。
ダブルス (Double)
2人対2人で各自3球のボールを投げて進めるトラディショナル競技。
プログレッシブ (Tir Progressif)
5分間でなるべく多くティールでターゲットに当てることで得点を競う種目。
ラピッド (Tir Rapide en Double)
5分間、2人で4球ずつ交互にティールを行って得点を競う種目。
プレシジョン (Tir de Précision)
11種類のターゲットに対して、それぞれ1球ずつティールを行い、それらの難易度に応じて設定された得点の多さを競う種目。
コンビネ (Combiné)
一方がポワンテを行い、もう一方がティールを行って進める種目。

## トラディショナル競技の進行
トラディショナル競技は、上記6種目のうちシングルス、ダブルスがこれに該当する。まれにトリプルス（3人対3人で1人2球ずつ）やフォアーズ（4人対4人で1人2球ずつ）も行われる。名前の通りスポールブールの種目の中で歴史が古いもので、ビュット（目標球）に相手よりいかに自分のボールを近づけるかを競うものである。
このゲームの進め方は以下の通りである。
- コイントスまたはジャンケンによって、先攻のチームを決める。
- 先攻チームがビュットを転がし、コートの有効範囲内で止まったところをターゲットにする。
- 先攻チームが、ビュットに近づけるべくポワンテを行う。
- 次に後攻チームが、相手ボールよりもビュットに近づけるべくポワンテを行う。または、相手ボールがビュットにかなり近くそれ以上自分のボールを近づけることが難しい場合は、ティールを行い、相手のボールを弾き飛ばす。
- 自分のボールが相手ボールよりビュットに近づくまで、連続でポワンテまたはティールを行う。自分のボールを全て使い、相手ボールのみが残っている場合、相手がこれを使いポワンテまたはティールを行う。
- 両チームがボールを全て投球した時点で、得点を数える。相手チームのボールよりもビュットに近いボールの数が、そのメーヌ（セット）で得た点数になる。これで得点を得た方が次のメーヌでビュットを転がす。これをいずれかのチームが13点を獲得するまで続ける。

ゴルフなどのスポーツと同様、スポールブールのトラディショナル競技は元来、審判員が存在しないセルフジャッジ（試合を行っている両チームの選手自身が競技規則に照らして判定する）の競技であり、フェアプレーの精神はスポールブールに欠かせない要素とされている。また、相手チームの失投を喜んだりそれを態度に出したりすることは、慎むべき行為として忌避される。

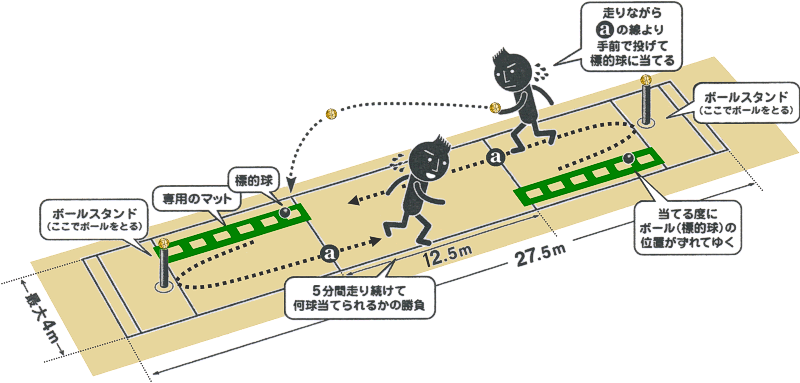
ティール・プログレッシブ

## ティール
スポールブールをダイナミックなスポーツたらしめているといえるのが「ティール」で、5～7mの助走ののち、12～18m先にあるターゲットボールに当てて弾き飛ばすものである。投げたボールがノーバウンドでターゲットボールに直接当たるか、ターゲットの手前50cm以内に着地して弾いた場合のみ有効とみなされる。また、ティールのうち、投球されたボールがターゲットボールを弾き飛ばした後にそのターゲットボールの元の位置に残る投球を「カロー」という。カローは、成功すれば相手の邪魔なボールがあった場所とほぼ同じ位置に自分のボールが残ることになるため、戦略上非常に有用であるが、ターゲットボールの真正面の極めて限定的なエリアにティールされたボールを着地させる必要があり、世界の一流選手でもカローの成功率は低い。
ティールは、元々歴史的にはトラディショナル競技で相手の邪魔なボールを弾くプレーであったが、ティールの正確さを競う種目として1990年代にプレシジョン・プログレッシブ・ラピッドが新設された。これらの種目はダイナミックな迫力があり、また競技時間が比較的短いことから、世界選手権や欧州選手権などの主要大会の準決勝、決勝ではフランス、イタリアなどでテレビ中継されることも多い。

## 用語
メーヌ (Mène)
ビュットを最初に投入する権利のあるプレーヤーの手から、最初にビュットが投球されて始まるゲームのこと。
ポワンテ (Point / Pointer)
ボールをビュットにできる限り近い地点に転がして止めようとする投球。
ティール (Tir / Tirer)
ボールを放物線状に投げ、一つまたは複数のボールまたはビュットに当てて弾き飛ばそうとする投球。
ライン (Lignes)
コートの境界を示し、またコートのエリアを分割する線。
ビブロン (Biberon)
ボールとビュットが接した状態。
カロー (Carreau)
ティールしたボールが、他のボールまたはビュットに当たった後に、コートから外に出なかった状態。
等距離 (Equidistance)
ビュットに最も近い2つのボールがビュットから同じ距離にあり、しかもその2つのボールがそれぞれ異なるチームのものの場合、それらのボールは等距離にあるという。
ティールマーク (Raie de tir)
相手が宣言したボールまたはビュット、またはレギュラーティールされたボールまたはビュットの手前50cmに、バゲットで引かれた弧線。
落下点の痕跡 (Point de chute)
ポワンテまたはティールされたボールが、最初にコートに接地した際、そこに残った痕跡を指す。
ポイントを得る (Tenir le point)
相手チームのビュットに最も近いボールよりもさらにビュットの近くに自チームのボールを位置させること。
レギュラーティール (Tir régulier)
1. 落下点がティール標的から50cm以内であること、2. 落下点が最初に当たったボールまたはビュットから50cm以内であること、3. 最初に当たったボールまたはビュットがティール標的から50cm以内であること、の3つの条件が満たされた場合、ティールはレギュラーティールで、有効とされる。
イレギュラーティール (Tir irrégulier)
レギュラーティールの3つの条件に一つでも合致しない場合、ティールはイレギュラーティールとなり、アドバンテージ・ルールが適用される。
レギュラーポワンテ (Point régulier)
1. ボールがアウトにならないこと、2. 投球したボールが、当てたボールまたはビュットを元の位置から50cm以上移動させないこと、の2つの条件が満たされた場合、ポワンテはレギュラーポワンテで、有効とされる。
イレギュラーポワンテ (Point irrégulier)
レギュラーポワンテの2つの条件に一つでも合致しない場合、ポワンテはイレギュラーポワンテとなり、アドバンテージ・ルールが適用される。
アドバンテージ・ルール (Règle de l'avantage)
イレギュラーな投球の場合、相手チームが次の選択を行う権利がある。1. イレギュラーなボールを無効として、全て元の位置に戻す。2. イレギュラーなボールを認めつつ新しい状況を受け入れる。3. イレギュラーなボールを無効としつつ新しい状況を受け入れる。

## 主な大会
男子・女子とも、世界選手権が原則2年に一度開催される。男子の世界選手権はモナコ皇太子杯（1947年に第1回大会開催）で、次回は2026年秋に開催予定である。日本代表は、男子は1995年のカナダ・ハミルトンでの大会からコロナ下の2021年大会を除く15大会に出場、女子は1998年、2000年、2016年、2018年、2021年、2023年の大会に出場した。また、ジュニア (U23、U18) の世界選手権も開催されており、日本代表は1996年、1998年、2000年、2016年、2018年、2019年、2022年の大会に出場した。
日本での国際大会としては、2001年のワールドゲームズ秋田大会にて、秋田市中通1丁目に屋外特設コートが設営されてプログレッシブ種目のみ行われたのが唯一である。
日本での国内大会としては、1998年から日本スポールブール選手権大会が行われている。

### 歴代世界選手権
| 回 | 開催期間                  | 開催国                   | 開催都市       | 出場国数 | 開催種目                                                                                 |
| -- | ------------------------- | ------------------------ | -------------- | -------- | ---------------------------------------------------------------------------------------- |
| 1  | 1947年10月11日 - 10月12日 | スイス                   | ジュネーブ     | 5        | フォアーズ                                                                               |
| 2  | 1948年10月09日 - 10月10日 | アルジェリア             | アルジェ       | 5        | フォアーズ                                                                               |
| 3  | 1950年10月07日 - 10月08日 | フランス                 | リヨン         | 6        | フォアーズ                                                                               |
| 4  | 1951年09月28日 - 09月30日 | イタリア                 | ジェノヴァ     | 6        | フォアーズ                                                                               |
| 5  | 1952年09月19日 - 09月22日 | モナコ                   | モナコ         | 6        | フォアーズ                                                                               |
| 6  | 1953年10月23日 - 10月26日 | スイス                   | ローザンヌ     | 7        | フォアーズ                                                                               |
| 7  | 1953年10月08日 - 10月11日 | フランス                 | サンテチエンヌ | 8        | フォアーズ                                                                               |
| 8  | 1956年10月26日 - 10月29日 | イタリア                 | トリノ         | 8        | フォアーズ                                                                               |
| 9  | 1957年09月27日 - 09月29日 | フランス                 | ベジエ         | 7        | フォアーズ                                                                               |
| 10 | 1958年08月29日 - 08月31日 | ベルギー                 | ブリュッセル   | 6        | フォアーズ                                                                               |
| 11 | 1959年09月11日 - 09月13日 | スイス                   | ジュネーブ     | 8        | フォアーズ                                                                               |
| 12 | 1960年09月30日 - 10月02日 | フランス                 | ニース         | 7        | フォアーズ                                                                               |
| 13 | 1961年10月13日 - 10月15日 | イタリア                 | トリノ         | 9        | フォアーズ                                                                               |
| 14 | 1962年10月25日 - 10月28日 | スペイン                 | ジローナ       | 9        | フォアーズ                                                                               |
| 15 | 1963年09月13日 - 09月15日 | フランス                 | トゥールーズ   | 9        | フォアーズ                                                                               |
| 16 | 1964年10月08日 - 10月11日 | スイス                   | ローザンヌ     | 10       | フォアーズ                                                                               |
| 17 | 1965年09月02日 - 09月05日 | モロッコ                 | カサブランカ   | 6        | フォアーズ                                                                               |
| 18 | 1966年09月15日 - 09月18日 | モナコ                   | モナコ         | 9        | フォアーズ                                                                               |
| 19 | 1967年09月24日 - 09月27日 | フランス                 | ギャップ       | 9        | フォアーズ                                                                               |
| 20 | 1968年09月26日 - 09月29日 | イタリア                 | トリノ         | 10       | フォアーズ                                                                               |
| 21 | 1970年09月18日 - 09月21日 | フランス                 | ディジョン     | 11       | フォアーズ                                                                               |
| 22 | 1972年09月21日 - 09月24日 | モナコ                   | モナコ         | 12       | フォアーズ                                                                               |
| 23 | 1974年09月12日 - 09月15日 | フランス                 | バルレバン     | 11       | フォアーズ                                                                               |
| 24 | 1975年10月09日 - 10月12日 | モナコ                   | モナコ         | 12       | ダブルス                                                                                 |
| 25 | 1976年10月14日 - 10月17日 | イタリア                 | トリノ         | 12       | フォアーズ                                                                               |
| 26 | 1977年09月15日 - 09月18日 | チュニジア               | チュニス       | 12       | ダブルス                                                                                 |
| 27 | 1978年10月05日 - 10月08日 | フランス                 | マコン         | 13       | フォアーズ                                                                               |
| 28 | 1979年11月22日 - 11月25日 | オーストラリア           | メルボルン     | 9        | ダブルス                                                                                 |
| 29 | 1980年0月0日 - 0月0日     | モナコ                   | モナコ         | 14       | フォアーズ                                                                               |
| 30 | 1981年10月01日 - 10月04日 | イタリア                 | ノバラ         | 16       | ダブルス                                                                                 |
| 31 | 1982年09月23日 - 09月26日 | フランス                 | グルノーブル   | 15       | フォアーズ                                                                               |
| 32 | 1983年09月29日 - 10月02日 | スイス                   | ジュネーブ     | 16       | ダブルス                                                                                 |
| 33 | 1984年10月04日 - 10月07日 | ユーゴスラビア           | スプリット     | 16       | フォアーズ、ティール混合                                                                 |
| 34 | 1985年11月06日 - 11月10日 | オーストラリア           | メルボルン     | 14       | ダブルス、ティール混合                                                                   |
| 35 | 1986年10月10日 - 10月13日 | モナコ                   | モナコ         | 16       | フォアーズ、ティール混合                                                                 |
| 36 | 1988年11月02日 - 11月06日 | チリ                     | バルパライソ   | 13       | ダブルス、ティール混合                                                                   |
| 37 | 1991年11月11日 - 11月17日 | フランス                 | ギャップ       | 18       | フォアーズ、プレシジョン、プログレッシブ                                                 |
| 38 | 1993年10月01日 - 10月10日 | イタリア                 | サルッツォ     | 24       | ダブルス、プレシジョン、プログレッシブ                                                   |
| 39 | 1995年09月12日 - 09月17日 | カナダ                   | ハミルトン     | 24       | ダブルス、プレシジョン、プログレッシブ                                                   |
| 40 | 1997年10月07日 - 10月12日 | クロアチア               | リエカ         | 26       | ダブルス、プレシジョン、プログレッシブ                                                   |
| 41 | 1999年11月21日 - 11月26日 | フランス                 | リヨン         | 28       | ダブルス、シングルス、プレシジョン、プログレッシブ                                       |
| 42 | 2001年09月18日 - 09月23日 | スロベニア               | クラーニ       | 27       | ダブルス、シングルス、コンビネ、プレシジョン、プログレッシブ                             |
| 43 | 2003年10月07日 - 10月12日 | フランス                 | ニース         | 26       | ダブルス、シングルス、コンビネ、プレシジョン、プログレッシブ、ラピッド                   |
| 44 | 2005年09月26日 - 10月01日 | イタリア                 | トリノ         | 26       | ダブルス、シングルス、コンビネ、プレシジョン、プログレッシブ、ラピッド                   |
| 45 | 2007年09月24日 - 09月30日 | ボスニア・ヘルツェゴビナ | グルーデ       | 25       | ダブルス、シングルス、コンビネ、プレシジョン、プログレッシブ、ラピッド                   |
| 46 | 2009年09月28日 - 10月04日 | フランス                 | マコン         | 33       | ダブルス、シングルス、コンビネ、プレシジョン、プログレッシブ、ラピッド                   |
| 47 | 2011年09月04日 - 09月11日 | イタリア                 | フェルトレ     | 34       | ダブルス、シングルス、コンビネ、プレシジョン、プログレッシブ、ラピッド                   |
| 48 | 2013年11月10日 - 11月16日 | アルゼンチン             | バイアブランカ | 31       | ダブルス、シングルス、コンビネ、プレシジョン、プログレッシブ、ラピッド                   |
| 49 | 2015年09月20日 - 09月26日 | クロアチア               | リエカ         | 33       | ダブルス、シングルス、コンビネ、プレシジョン、プログレッシブ、ラピッド                   |
| 50 | 2017年09月17日 - 09月24日 | モロッコ                 | カサブランカ   | 35       | ダブルス、シングルス、コンビネ、プレシジョン、プログレッシブ、ラピッド                   |
| 51 | 2019年11月06日 - 11月09日 | トルコ                   | メルスィン     | 21       | ダブルス、シングルス、コンビネ、プレシジョン、プログレッシブ、ラピッド                   |
| 52 | 2021年09月13日 - 09月18日 | フランス                 | マルティーグ   | 12       | プログレッシブ、混合ラピッド                                                             |
| 52 | 2021年10月12日 - 10月16日 | イタリア                 | アラッシオ     | 26       | ダブルス、シングルス、混合ダブルス                                                       |
| 53 | 2022年10月31日 - 11月05日 | トルコ                   | メルスィン     | 28       | ダブルス、シングルス、コンビネ、プレシジョン、プログレッシブ、ラピッド                   |
| 54 | 2024年05月07日 - 05月11日 | フランス                 | サンブルバ     | 21       | シングルス、ダブルス、プレシジョン、プログレッシブ、ラピッド、混合コンビネ、混合ラピッド |

### 歴代女子世界選手権
| 回 | 開催期間                  | 開催国   | 開催都市       | 出場国数 | 開催種目                                                                                 |
| -- | ------------------------- | -------- | -------------- | -------- | ---------------------------------------------------------------------------------------- |
| 1  | 1998年08月06日 - 08月09日 | フランス | ロマン         | 10       | ダブルス、シングルス、コンビネ、プレシジョン、プログレッシブ                             |
| 2  | 2000年08月10日 - 08月13日 | フランス | パミエ         | 10       | ダブルス、シングルス、コンビネ、プレシジョン、プログレッシブ                             |
| 3  | 2002年08月27日 - 08月30日 | イタリア | サルッツォ     | 12       | ダブルス、シングルス、コンビネ、プレシジョン、プログレッシブ                             |
| 4  | 2004年09月09日 - 09月12日 | フランス | モンモランシー | 13       | ダブルス、シングルス、コンビネ、プレシジョン、プログレッシブ、ラピッド                   |
| 5  | 2006年10月18日 - 10月22日 | 中国     | 温州           | 14       | ダブルス、シングルス、コンビネ、プレシジョン、プログレッシブ、ラピッド                   |
| 6  | 2009年03月29日 - 04月04日 | イタリア | ベヴァーニャ   | 23       | ダブルス、プレシジョン、プログレッシブ、ラピッド                                         |
| 7  | 2010年11月11日 - 11月14日 | フランス | サンブルバ     | 18       | ダブルス、シングルス、プレシジョン、プログレッシブ、ラピッド                             |
| 8  | 2012年10月15日 - 10月19日 | トルコ   | マニサ         | 20       | ダブルス、シングルス、コンビネ、プレシジョン、プログレッシブ、ラピッド                   |
| 9  | 2014年11月08日 - 11月11日 | フランス | マコン         | 19       | ダブルス、シングルス、コンビネ、プレシジョン、プログレッシブ、ラピッド                   |
| 10 | 2016年10月01日 - 10月07日 | モロッコ | カサブランカ   | 19       | ダブルス、シングルス、コンビネ、プレシジョン、プログレッシブ、ラピッド                   |
| 11 | 2018年10月23日 - 10月28日 | 中国     | 嘉興           | 22       | ダブルス、シングルス、コンビネ、プレシジョン、プログレッシブ、ラピッド、混合ラピッド     |
| 12 | 2021年10月12日 - 10月16日 | イタリア | アラッシオ     | 28       | ダブルス、シングルス、プレシジョン、プログレッシブ、ラピッド、混合ダブルス、混合ラピッド |
| 13 | 2023年11月07日 - 11月11日 | フランス | リュミリー     | 18       | ダブルス、シングルス、プレシジョン、プログレッシブ、ラピッド、混合コンビネ、混合ラピッド |
| 14 | 2025年11月11日 - 11月15日 | フランス | マコン         |          | ダブルス、シングルス、コンビネ、プログレッシブ、ラピッド、混合プレシジョン、混合ラピッド |

### 歴代ジュニア (U23) 世界選手権
| 回 | 開催年 | 開催国       | 開催都市                   | 開催種目                                                                               |
| -- | ------ | ------------ | -------------------------- | -------------------------------------------------------------------------------------- |
| 1  | 1990年 | イタリア     | グレッサーン               | ダブルス                                                                               |
| 2  | 1994年 | フランス     | ヌーヴィル・シュル・ソーヌ | プレシジョン、プログレッシブ、ダブルス                                                 |
| 3  | 1998年 | フランス     | エイバン                   | プレシジョン、プログレッシブ、シングルス、ダブルス、コンビネ                           |
| 4  | 1999年 | モロッコ     | カサブランカ               | プレシジョン、プログレッシブ （大会期間中モロッコ国王ハサン2世の崩御により途中で中止） |
| 5  | 2000年 | イタリア     | アオスタ                   | プレシジョン、プログレッシブ、シングルス、ダブルス                                     |
| 6  | 2007年 | フランス     | ダルディリー               | シングルス、ダブルス、コンビネ                                                         |
| 7  | 2009年 | フランス     | ニース                     | シングルス、ダブルス、コンビネ                                                         |
| 8  | 2010年 | クロアチア   | リエカ                     | プレシジョン、プログレッシブ、ラピッド                                                 |
| 9  | 2011年 | フランス     | サンブルヴァ               | シングルス、ダブルス、コンビネ                                                         |
| 10 | 2012年 | フランス     | エイバン                   | プレシジョン、プログレッシブ、ラピッド                                                 |
| 11 | 2013年 | フランス     | マルティーグ               | シングルス、ダブルス、コンビネ                                                         |
| 12 | 2014年 | イタリア     | キエーリ                   | プレシジョン、プログレッシブ、ラピッド                                                 |
| 13 | 2015年 | モロッコ     | カサブランカ               | シングルス、ダブルス、コンビネ                                                         |
| 14 | 2016年 | モナコ       | モナコ                     | プレシジョン、プログレッシブ、ラピッド                                                 |
| 15 | 2018年 | 中国         | 嘉興                       | プレシジョン、プログレッシブ、ラピッド                                                 |
| 16 | 2019年 | イタリア     | アラッシオ                 | ダブルス、プレシジョン、プログレッシブ、ラピッド                                       |
| 17 | 2021年 | フランス     | マルティーグ               | シングルス、ダブルス、プレシジョン、プログレッシブ                                     |
| 18 | 2022年 | フランス     | モンブリゾン               | ダブルス、コンビネ、プレシジョン、プログレッシブ、ラピッド                             |
| 19 | 2023年 | アルジェリア | オラン                     | シングルス、ダブルス、プレシジョン、プログレッシブ、ラピッド                           |
| 20 | 2024年 | プエルトリコ | プエルトリコ               | ダブルス、コンビネ、プレシジョン、プログレッシブ、ラピッド                             |
| 21 | 2025年 | トルコ       | メルスィン                 | シングルス、ダブルス、プレシジョン、プログレッシブ、ラピッド                           |

### 歴代ジュニア (U18) 世界選手権
| 回 | 開催年 | 開催国       | 開催都市         | 開催種目 |
| -- | ------ | ------------ | ---------------- | --- |
| 1  | 1990年 | モロッコ     | カサブランカ     | プレシジョン、プログレッシブ、ダブルス                                                                                 |
| 2  | 1992年 | イタリア     | ストランビーノ   | プレシジョン、プログレッシブ、ダブルス                                                                                 |
| 3  | 1993年 | スロベニア   | リュブリャナ     | プレシジョン、プログレッシブ、ダブルス                                                                                 |
| 4  | 1994年 | イタリア     | サルッツォ       | プレシジョン、プログレッシブ、ダブルス                                                                                 |
| 5  | 1995年 | クロアチア   | リエカ           | プレシジョン、プログレッシブ、ダブルス                                                                                 |
| 6  | 1996年 | フランス     | カルヴァン       | プレシジョン、プログレッシブ、ダブルス                                                                                 |
| 7  | 1997年 | モロッコ     | カサブランカ     | プレシジョン、プログレッシブ、シングルス、ダブルス、コンビネ                                                           |
| 8  | 1999年 | モロッコ     | カサブランカ     | プレシジョン、プログレッシブ、シングルス、ダブルス、コンビネ （大会期間中モロッコ国王ハサン2世の崩御により途中で中止） |
| 9  | 2000年 | イタリア     | アオスタ         | プレシジョン、プログレッシブ、シングルス、コンビネ                                                                     |
| 10 | 2001年 | フランス     | ラヴラネ         | プレシジョン、プログレッシブ、シングルス、ダブルス、コンビネ                                                           |
| 11 | 2002年 | イタリア     | アルピニャーノ   | プレシジョン、プログレッシブ、シングルス、ダブルス、コンビネ                                                           |
| 12 | 2004年 | チリ         | サンチアゴ       | プレシジョン、プログレッシブ、ラピッド、シングルス、ダブルス、コンビネ                                                 |
| 13 | 2005年 | スロベニア   | ノヴァ・ゴリツァ | プレシジョン、プログレッシブ、ラピッド、シングルス、ダブルス、コンビネ                                                 |
| 14 | 2006年 | イタリア     | ビエッラ         | プレシジョン、プログレッシブ、ラピッド、シングルス、ダブルス、コンビネ                                                 |
| 15 | 2007年 | フランス     | ダルディリー     | プレシジョン、プログレッシブ、ラピッド                                                                                 |
| 16 | 2009年 | フランス     | ニース           | プレシジョン、プログレッシブ、ラピッド                                                                                 |
| 17 | 2010年 | クロアチア   | リエカ           | シングルス、ダブルス、コンビネ                                                                                         |
| 18 | 2011年 | フランス     | サンブルヴァ     | プレシジョン、プログレッシブ、ラピッド                                                                                 |
| 19 | 2012年 | フランス     | エイバン         | シングルス、ダブルス、コンビネ                                                                                         |
| 20 | 2013年 | フランス     | マルティーグ     | プレシジョン、プログレッシブ、ラピッド                                                                                 |
| 21 | 2014年 | イタリア     | キエーリ         | シングルス、ダブルス、コンビネ                                                                                         |
| 22 | 2015年 | モロッコ     | カサブランカ     | プレシジョン、プログレッシブ、ラピッド                                                                                 |
| 23 | 2016年 | モナコ       | モナコ           | シングルス、ダブルス、コンビネ                                                                                         |
| 24 | 2018年 | 中国         | 嘉興             | シングルス、ダブルス、コンビネ                                                                                         |
| 25 | 2019年 | イタリア     | アラッシオ       | ダブルス、プレシジョン、プログレッシブ、ラピッド                                                                       |
| 26 | 2021年 | フランス     | マルティーグ     | シングルス、ダブルス、プレシジョン、ラピッド                                                                           |
| 27 | 2022年 | フランス     | モンブリゾン     | シングルス、ダブルス、プレシジョン、プログレッシブ、ラピッド                                                           |
| 28 | 2023年 | アルジェリア | オラン           | ダブルス、コンビネ、プレシジョン、プログレッシブ、ラピッド                                                             |
| 29 | 2024年 | プエルトリコ | プエルトリコ     | シングルス、ダブルス、プレシジョン、プログレッシブ、ラピッド                                                           |
| 30 | 2025年 | トルコ       | メルスィン       | ダブルス、コンビネ、プレシジョン、プログレッシブ、ラピッド                                                             |

### 歴代ワールドゲームズ大会
| 回 | 開催年 | 開催国       | 開催都市       | 開催種目                                                                   |
| -- | ------ | ------------ | -------------- | -------------------------------------------------------------------------- |
| 1  | 1997年 | フィンランド | ラハティ       | （公開競技のみ： U23プログレッシブ、女子ダブルス）                         |
| 2  | 2001年 | 日本         | 秋田           | U23プログレッシブ、女子プログレッシブ                                      |
| 3  | 2005年 | ドイツ       | デュースブルク | 男子プログレッシブ、女子プログレッシブ、男子プレシジョン、女子プレシジョン |
| 4  | 2009年 | 中華民国     | 高雄           | 男子プログレッシブ、女子プログレッシブ、男子プレシジョン、女子プレシジョン |
| 5  | 2013年 | コロンビア   | カリ           | 男子プログレッシブ、女子プログレッシブ、男子プレシジョン、女子プレシジョン |
| 6  | 2017年 | ポーランド   | ブロツワフ     | 男子プログレッシブ、女子プログレッシブ、男子プレシジョン、女子プレシジョン |
| 7  | 2022年 | 米国         | バーミングハム | 女子プログレッシブ、女子プレシジョン                                       |
| 8  | 2025年 | 中国         | 成都           | 男子プログレッシブ、女子プログレッシブ、混合ラピッド                       |